# Teresa Miquel i Pàmies
Teresa Miquel i Pàmies (Reus, Baix Camp, 1900 - 1988) va ser una mestra reusenca, germana de l'enòleg i polític Josep Miquel i Pàmies.
Va fer els seus estudis fins als 16 anys en una escola privada i laica on l'ensenyament era exclusivament en català. Va estudiar també llatí, grec, anglès i francès. Va anar a l'Institut Francès de Barcelona i va estar un temps a Tolosa de Llenguadoc. Amb la República el català es va normalitzar i es va presentar als exàmens,obtenint el títol de mestra per la Universitat Autònoma de Barcelona de mans de Pompeu Fabra. Va exercir de professora de català al Centre de Lectura de Reus. Després de la guerra va seguir donant classes de català de manera clandestina, a casa seva, en petits grups. Amb un grup d'escriptors i reusencs que formaven part de la resistència cultural, Xavier Amorós, Josep Iglésies, Ramon Amigó, Rafael Vilà Barnils, Josep Maria Arnavat, Antoni Correig i Joaquim Santasusagna, organitzava també excursions on es llegien poemes i van celebrar uns Jocs Florals clandestins el 1946 i 1947 que se celebraven a l'Institut Pere Mata, el manicomi de Reus. Oficialment donava classes de francès, grec i llatí però també eren de català, fins que el 1958 va poder reprendre l'activitat de manera legal al Centre de Lectura. Col·laborà, amb Ramon Amigó, al Setmanari Reus, on publicava notes encaminades a aclarir dubtes lingüístics del català. Va rebre diversos premis del Centre de Lectura i d'Òmnium Cultural.
Va morir el 1988 i a títol pòstum va rebre la medalla d'honor de la ciutat. Van posar el seu nom a una escola de la ciutat, al passeig de Misericòrdia, i a una plaça entre el carrer dels Banys i el de la Muralla.